# Argištiḫinili
Argištiḫinili (en urartià: ar-gi-iš-tu-ḫi-ni-li; en armeni: Արգիշտիխինիլի, Arguixtikhinilí) va ser una ciutat en l'antic regne d'Urartu, establerta durant l'expansió d'Urartu sota el seu rei Argisti I, i nomenada en el seu honor. La ciutat va sobreviure entre els segles VIII i VI aC. Les ruïnes de la fortalesa d'Argištiḫinili estan a 15 quilòmetres al sud-oest de la ciutat de Armavir, entre els pobles de Nor-Armavir i Armavir a Armènia marz d'Armavir. La ciutat va ser fundada en la riba esquerra de la conca del Araxes. Al pas dels segles, el llit de riu s'ha anat desplaçat a diversos quilòmetres al sud de la ciutat.

## Historiografia
La historiografia d'Argištiḫinili està íntimament lligada amb l'antiga Armavir, una de les capitals d'Armènia. Moisès de Khorèn ha escrit en la seva Història d'Armènia de la fundació de Armavir per Aramais, net de Hayk, l'avantpassat llegendari dels armenis. L'antiga Armavir, com es va demostrar en les excavacions arqueològiques del segle xx, es trobava localitzada en el cim de l'antiga Argištiḫinili del segle iv aC cap endavant. En la dècada de 1830, el viatger suís Marie-Frédéric Dubois de Montpéreux havia suggerit que un monticle prop del poble de Nor Armavir podria ser l'antiga fortalesa d'Armavir. L'interès en el lloc va augmentar amb el descobriment el 1869 de tables amb escriptura cuneïforme, que es van poder datar amb l'època d'Argisti I i Rusa III. El 1880, les excavacions en el pujol van començar, conduïdes per arqueòlegs russos al capdavant del Cinquè Congrés Arqueològic rus en Tbilisi.
L'any 1896, el rus assiriòleg M.V. Nikolsky va deduir que sota les ruïnes d'Armavir es trobava una localitat més antiga pertanyent a Urartu. Això va ser confirmat per excavacions posteriors.
A causa de la Primera Guerra Mundial i el Genocidi armeni, recerques sistemàtiques a Armavir van començar l'any 1927, sota la direcció de Nikolai Marr. Entre 1944 i 1970, els acadèmics Boris Piotrovsky, Guiorgui Melikixvili i Ígor Diàkonov van realitzar recerques a Argištiḫinili. Les seves traduccions dels textos urartians van contribuir enormement a la comprensió de Urartu en general, i en particular d'Argištiḫinili. Entre 1962 i 1971, va haver-hi dues excavacions simultànies al monticle d'Argištiḫinili sota els auspicis de l'Institut d'Arqueologia d'Armènia: una, la investigació de les restes de l'antiga Argištiḫinili, va estar dirigida per a. A.A. Martirosyan, mentre que l'altra es va dedicar a l'antiga Armavir.

## Fundació
Els documents urartians indiquen que Argištiḫinili va ser fundada el 776 aC. sota l'ordre d'Argisti I, en l'onzè any del seu regnat. L'establiment de la ciutat va estar precedit per una llarga expansió a la regió transcaucàsica, que tenia per objecte el control de la fèrtil plana d'Ararat. Aproximadament en el primer any del seu regnat, Argisti havia començat una sèrie d'incursions en la plana d'Ararat, la vall del riu Akhurian, i el Llac Sevan. En el 782 aC., va fundar Erebuní en el lloc de la moderna Erevan com a base per a les operacions militars amb 6.600 presoners de guerra d'Hatti i Sofene,
L'expansió en la plana d'Ararat va ser interrompuda breument per enfrontaments menors amb els assiris a la frontera sud-oest de Urartu. Durant el regnat d'Argisti, Urartu va ser el zenit del seu poder, i va ser capaç de vèncer fàcilment als exèrcits dels seus veïns, inclosos els assiris. Després de quatre anys de guerra, Argisti va aconseguir ocupar la plana d'Ararat, i cap al 776 aC va fundar una ciutat enmig de la vall. Això sembla que va ser el gran pla d'Argisti per tenir una fortalesa en cada cantonada de la plana d'Ararat.
Segons els arqueòlegs, Argištiḫinili estava destinada a ser un centre administratiu més que una base militar, ja que des d'un punt de vista militar, la seva ubicació era inferior a la d'òptima. Argisti també va controlar l'àrea de treball dels metalls de Metsamor.
D'acord amb les cròniques de'Argisti I, Argištiḫinili va ser construïda a la terra de l'Azzi-Hayasa -o el Azzi-, i de fet, les excavacions arqueològiques han demostrat que el que roman de l'Eneolític s'ha datat entre el 3r. i el 1r. mil·lenni aC. No existeix cap document pertanyent a les campanyes de Urartu contra el Azzi; es dedueixen que després d'anys de guerra en la plana d'Ararat, els habitants d'Azzi van poder haver abandonat la seva localitat abans de la seva ocupació pels urartians.
| | |
| Argisti I fill de Menua I, parla. Vaig construir una fortalesa majustuosa i li vaig donar el meu propi nom, Argishtihinili. La terra estava deserta gens es va construir allí.. Fora dels rius, vaig construir quatre canals; les vinyes i els horts es van dividir. He aconseguit els fets allí...Argisti, fill de Menua, Rei poderós, gran Rei, Rei de Biainili, governant de Tuixpa. | A través de la grandesa del Déu Jaldi, Argishti, fill de Menua, va construir aquest canal. La terra era deshabitada, no hi havia ningú que es trobés aquí. Per la gràcia de Jaldi Argishti va fer aquest canal. Argishti Fill de Menua, Rei poderós, Rei gran, Rei de Bianiili, governant de Tushpa. |

## Descripció
La ciutat d'Argištiḫinili ocupava una àrea rectangular amb dimensions d'aproximadament 5 x 2 quilòmetres. Entre els afores occidentals de Nor Armavir i la part central de la localitat d'Armavir. Al llarg dels costats orientals i occidentals del rectangle havien potents fortificacions realitzades en pedra. La vora occidental estava en una llarga cresta, mentre el flanc oriental va estar situat en un aflorament de basalt. Paral·lel als costats més llargs del rectangle es trobaven els canals de reg que va ordenar Argisti I. Diversos edificis de la ciutat han estat trobats escampats pels pujols locals, situats dins de la zona econòmica d'Argištiḫinili, l'àrea total era aproximadament d'1,000 hectàrees. La longitud total dels canals de reg no era menor de 40 quilòmetres. Argištiḫinili va ser possiblement la més gran ciutat de Urartu a Armènia.
Els edificis a Argištiḫinili inclouen palaus, temples i habitatges, que van continuar sent utilitzades sense gaire canvi en el període posterior a Urartu.
La xarxa de canals de reg, construïts entre l'Araxes i el seu afluent el Kasakh, és contemporània amb la ciutat, existeixen diversos canals visibles actualment (2016). La seva construcció va requerir l'excavació d'aproximadament 160.000 metres cúbics de terra, mentre que les fortificacions van necessitar per sobre de 40,000 metres cúbics de basalt. Els arqueòlegs creuen que els presoners van estar utilitzats com a mà d'obra forçada en la construcció tant dels canals com de la fortalesa.
|  | Nombres: 1. Fortificació occidental (en un monticle proper a Nor-Armavir) 2. Fortificació oriental (en un monticle sobre Armavir) 3. Ciutat interior 4. Ciutat exterior 5. Frontera aproximada de les terres de cultiu de Argishtikinili. 6. Canals de reg. 7. Fronteres de la vella Armavir, construïda sobre les ruïnes de Argishtikinili, aproximadament 200 anys després de la seva caiguda. |

La ciutat era aparentment més important per al seu control administratiu i econòmic sobre la plana d'Ararat. De fet, va ser la capital administrativa i cultural del nord de Urartu. Els administradors d'Argištiḫinili van supervisar la construcció dels canals de reg i van regular la distribució dels béns econòmics a la regió. Dins de les fortificacions s'han trobat grans àrees d'emmagatzematge per a vi i grans, així com cases de funcionaris públics i de militars.
Després d'Argisti I, el seu fill Sardur II va ser també molt actiu en Argištiḫinili, construint llocs de culte i ampliant enormement les fortificacions.

### Fortificacions
A diferència de moltes altres ciutats de Urartu, Argištiḫinili no estava situada en una elevació, i per això el seu valor militar era ínfim. Els pujols baixos sobre les quals es va construir la ciutat no va permetre realitzar fortaleses protegides com a Tuixpa, Erebuni, Rusahinili o Teishebaini. Així i tot, pel protegir-se dels atacs desorganitzats, el amurallament clàssic del patró urartià es va construir al llarg dels monticles que l'envoltaven. Aquests murs eren de maó de fang sobre una base de blocs de basalt massissos. La façana de les parets va estar dividida per contraforts, i en cada cantonada de la fortalesa hi havia una torre massissa.
|  |  |  |

Les fortificacions occidentals millor excavades  es troben en la major de les cinc elevacions que comprenen els Pujols de David. La seva entrada estava en el nord en una rampa de fang. La fortalesa estava composta per tres unitats, cadascuna constava d'habitacions petites distribuïdes al voltant d'un pati central. El moviment entre les unitats estava aparentment regulat, donat els camins individuals estrets que les connectava, mentre que dins d'una unitat, el moviment era lliure.

### Agricultura
A les terres fèrtils de la plana d'Ararat, es van conrear el blat i altres grans. Vinyes i cellers van ser una ocupació important. Els arqueòlegs estimen que els graners a Argištiḫinili podrien emmagatzemar almenys 5.000 tones de producte, mentre que el cultiu patrocinat per l'estat de cereals van ocupar gairebé 5,000 hectàrees de terra. Els cellers de vi de la ciutat podien contenir aproximadament 160.000 litres, la qual cosa implica l'ús d'aproximadament 1.250 hectàrees de vinyes. A més, molts ciutadans van posseir les seves pròpies parcel·les de terra.També es conserven restes d'animals domèstics com ara aviram.

### Oficis
Molts atuells de pedra i d'argila han estat trobades en Argištiḫinili, principalment per a ús agrícola. Para finalitats generals i especials com els forns de pedra i diversos tipus de molins de grans. Els atuells de fang (kareses), van ser utilitzats per a l'emmagatzematge de diversos productes com la farina i el vi, el qual era regularment comerciat amb països veïns. L'emmagatzematge de vi va exigir enormes atuells que van ser parcialment enterrades a la terra.
La fusteria metàl·lica va ser fortament desenvolupada a Argištiḫinili. Nombrosos articles de ferro i bronze han estat descoberts -agrícoles, armes, armadures, joies i altres-. Els arqueòlegs també han descobert pedra i motlles ceràmics per a la fosa de metall.
| |  |  |
| A dalt: molins de pedra per moldre blat en farina. A l'esquerra una eina de mà i a la dreta una versió industrial.: Un karase és una eina de mà, i una versió industrial. Esquerra: un Karas, o atuell-tarro, trobat en una volta en Argištiḫinili.Els karases es van enterrar a la terra aproximadament a un 80% de la seva altura; les parts enterrades dels atuells han sobreviscut millor que els seus colls exposats a l'aire.En aquests karases van ser emmagatzemats gairebé 160 000 litres de vi a Argištiḫinili. |  |  |

Els atuells agrícoles apareixen en diversos tipus i grandàries, amb cossos  inflats o estiratges, i amb patrons de disseny com a carros.
Gots de cervesa amb colls curts i cossos allargats, incensarios d'argila, cubes de fabricació per a formatge, i gerres de diverses formes han estat trobades. Les gerres van ser decorades amb fronts de casa, models geomètrics, o amb incisions de fulles.
Altres elements inclouen llums, tasses, frasscos, urnes funeràries i karases mèdics amb tapadores. Gots cerimonials (religiós) han estat trobats a Argištiḫinili, decorats amb triangles, línies en ziga-zaga, o amb imatges de caps d'au o de drac.

## Durant el declivi de Urartu
Amb la derrota assíria del rei urartià Sarduri II va començar el declivi del regne d'Urartu. El següent rei Rusa I va ser també incapaç de contenir els assiris, i després d'una derrota terrible a les mans de Sargon II, es va llevar la vida. Durant la invasió d'Urartu al 714 aC, Sargon va realitzar un dur cop a la religió urartiana, amb la destrucció del santuari del seu déu principal Jaldi a Musasir. La construcció intensiva que va caracteritzar els regnats dels reis anteriors d'Urartu es va endarrerir fortament, amb una certa quantitat d'obres de construcció contínua únicament a transcaucasia. A Argištiḫinili, han estat trobades inscripcions dels regnats de Rusa II -fill de Argisti II, regnat 685-639 aC.- y Rusa III -fill d'Erimena, c. 605-595 aC.-. Rusa II, pretenent restaurar la glòria del culte de Jaldi, va construir temples similars a Argištiḫinili, Erebuni i Teishebaini, decorats amb inscripcions idèntiques allò que reforça els déus urartians mitjançant la inclusió del déu babiloni Marduk: 
| « | En el nou temple, va deixar una cabra per ser sacrificada al déu Jaldi, va deixar un bou per ser sacrificat al déu Jaldi, una ovella al déu Teisheba, una ovella al déu Shivini, una vaca a la deessa Arubani, una ovella a l'armadura del déu Jaldi, una ovella a les portes del déu Jaldi, una ovella al déu Iuarsha... Vaig fer tot això. Rusa, fill d'Argisti diu: El fet que destrueixi aquesta estela, el que ho profani, el que ho robi, el que l'ho enterri a la terra,..., qui proclama "Sóc jo el que porta a terme aquestes obres", i que se substitueix al seu compte en lloc del meu nom, pot ser destruït pels déus Jaldi, Teisheba, Shivini, Marduk; Que no hi hagi ni el seu nom ni la seva família sota el sol... | » |

Sota Rusa II, l'atenció es va centrar en gran part en la fortalesa de Teishebaini, de fet, els tresors de ciutats més petites, incloent Argištiḫinili, van ser traslladats allà.

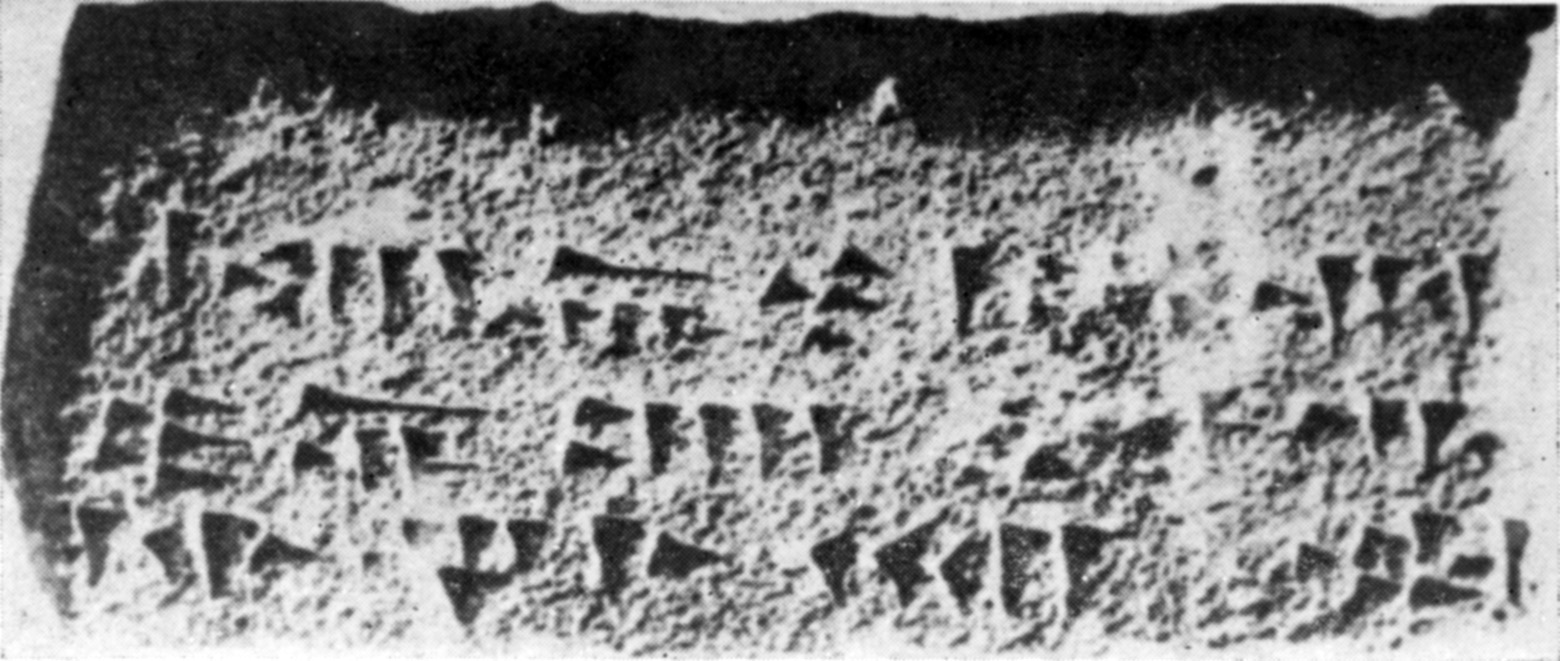
Fragment d'inscripció urartiana cuneïforme de Rusa III d'un graner a Argištiḫinili

Rusa II va tractar de frenar la caiguda de Urartu però no va tenir èxit. Un nou graner, esmentat en una inscripció per rei Rusa III, va anar probablement el gran edifici principal realitzat a Argištiḫinili. Poc després, la població civil i l'exèrcit semblen haver abandonat la fortalesa de Erebuni -en aquell temps el centre militar principal en la plana d'Ararat- per raons tàctiques, i es va unir les forces principals en la gran fortalesa de Teishebiani, posant d'aquesta manera a Argištiḫinili en risc d'atac. Al voltant del 600 aC, aquesta ciutat va estar capturada i incendiada. Els arqueòlegs han descobert evidència d'armes d'assalt, gran conflagración i nombroses morts  de residents. Argištiḫinili va ser probablement destruïda pels pobles escites o els medes i, per tant, hi havia menys de 200 anys.

## Estat actual
Després de la conclusió d'excavacions sota la prefectura adreça de A.A. Martirosyan en la dècada de 1970, Argištiḫinili es va conservar amb les principals excavacions cobertes amb terra. Algunes de les fortificacions i les fundacions van estar enfortides i selimpiaron les seves superfícies. Al monticle d'Argištiḫinili, una pedra commemorativa va ser col·locada juntament amb un plànol de la ciutat durant el seu apogeu. La majoria dels artefactes trobats a Argištiḫinili van ser traslladats al Sardarapat Museu Etnogràfic d'Armènia.
|                                                                                                  |  |
| Esquerra: estela commemorativa d'Argisti I. A dalt: plànol d'Argištiḫinili durant el seu apogeu. |  |